# Arquebisbat de Kaunas
L'arquebisbat de Kaunas (lituà:  Kauno arkivyskupija, llatí: Archidioecesis Kaunensis) és una seu metropolità de l'Església Catòlica a Lituània. Al 2006 tenia 529.800 batejats sobre una població de 635.800 habitants. Actualment està regida per l'arquebisbe Lionginas Virbalas, S.J..

## Territori
L'arxidiòcesi comprèn parts dels comtats de Kaunas, de Tauragė i de Vilnius.
La seu episcopal és la ciutat de Kaunas, on es troba la catedral de Sant Pere i Sant Pau.
El territori s'estén sobre 8.750 km², i està dividit en 90 parròquies.

## Història
La diòcesi de Samogizia va ser erigida el 1417. La residència originària era a Medininkai (avui Varniai).
El bisbe Merkelis Giedraitis va combatre el protestantisme aplicant a la diòcesi els decrets del Concili Vaticà II, procurant augmentar el nombre de sacerdots i de parròquies. Donà impuls a la publicació dels texts religiosos en lituà. Cercà obrir un seminari diocesà, però el projecte només va reixir després de la seva mort.
El 1798, mitjançant la butlla Maximis undique pressi del Papa Pius VI assignà la diòcesi, que era sufragània de l'arquebisbat de Gniezno, a la província eclesiàstica de l'arxidiòcesi de Mahiliou.
El 16 de març de 1799 cedí una porció del seu territori per tal que s'erigís el bisbat de Łomża.
El 1920 cedí el territori que es trobava a la república de Letònia a la diòcesi de Riga.
El 1921 s'amplià, incloent la porció del territori de la diòcesi de Łomża que es trobava en territori lituà.
El 4 d'abril de 1926, en virtut de la butlla Lituanorum gente del Papa Pius XI cedí porcions del seu territori per tal que s'erigissin els bisbats de Panevėžys i de Vilkaviškis i, contextualment, va ser elevada al rang d'arxidiòcesi metropolitana.
El 28 de maig de 1997 cedí una nova porció de territori per tal que s'erigís el bisbat de Šiauliai.

## Cronologia epsicopal
- Motiejus Vilnietis † (23 d'octubre de 1417 - 4 de maig de 1422 nomenat bisbe de Vílnius)
- Mikalojus Trakiškis † (6 d'agost de 1423 - març de 1434 mort)
- Petras da Leopoli † (20 de setembre de 1434 - després de setembre de 1435 mort)
- Jokūbas Vilnietis † (18 de maig de 1436 - 8 de juny de 1439 mort)
- Baltramiejus Pultuskietis † (1440 - abans del 26 d'octubre de 1453 mort)
- Jurgis Vilnietis † (19 de desembre de 1453 - 25 de febrer de 1464 mort)
- Motiejus Topolietis † (8 d'agost de 1464 - 24 d'abril de 1470 mort)
- Baltramiejus II Svirenkavičius † (13 de febrer de 1471 - 1482 mort)
- Martynas I di Samogizia † (21 de febrer de 1483 - 1492 mort)
- Martynas II † (8 d'octubre de 1492 - 1515 mort)
- Mikalojus Radvila † (6 de juliol de 1515 - 1530 mort)
- Mikalojus Vizgaila † (15 de febrer de 1531 - abans del 19 de gener de 1533 mort)
- Vaclovas Virbickis † (13 d'abril de 1534 - 18 de juliol de 1555 mort)
- Jonas Domanovskis † (13 d'abril de 1556 - octubre de 1563 mort)
- Stanislovas Narkuskis † (21 de juny de 1564 - de setembre de 1564 mort)
- Viktorinas Virbickis † (8 de juny de 1565 - 22 d'agost de 1567 nomenat bisbe de Luc'k)
- Jurgis Petkūnas Petkevičius † (14 de novembre de 1567 - de juny de 1574 mort)
- Merkelis Giedraitis † (16 de gener de 1576 - 6 d'abril de 1609 mort)
- Mikalojus Pacas † (29 de març de 1610 - 26 de novembre de 1618 renuncià)
- Stanislovas Kiška † (26 de novembre de 1618 - 13 de febrer de 1626 mort)
- Abraomas Voina † (20 de juliol de 1626 - 24 de març de 1631 nomenat bisbe de Vílnius)
- Merkelis Elijaševičius Geišas † (11 de juny de 1631 - 28 de gener de 1633 mort)
- Jurgis Tiškevičius † (19 de desembre de 1633 - 9 de desembre de 1649 nomenat bisbe de Vílnius)
- Petras Parčevskis † (9 de desembre de 1649 - 15 de febrer de 1659 mort)
- Aleksander Kazimierz Sapieha † (4 d'abril de 1659 - 18 de juliol de 1667 nomenat bisbe de Vílnius)
- Kazimieras Pacas † (3 d'octubre de 1667 - 1695 mort)
- Jonas Jeronimas Krišpinas † (19 de setembre de 1695 - 14 de juliol de 1708 mort)
- Jonas Mikalojus Zgierskis † (21 de juliol de 1710 - 6 de desembre de 1713 mort)
- Povilas Pranciškus Sapiega † (21 de gener de 1715 - 15 d'octubre de 1715 mort)
- Aleksandras Gorainis † (7 de desembre de 1716 - 7 de desembre de 1735 mort)
- Juozapas Mykolas Karpis † (19 de novembre de 1736 - 10 de desembre de 1739 mort)
- Antanas Tiškevičius † (16 de setembre de 1740 - 31 de gener de 1762 mort)
- Jonas Dominykas Lopacinskis † (19 d'abril de 1762 - 11 de gener de 1778 mort)
- Jonas Steponas Giedraitis † (30 de març de 1778 - 13 de maig de 1802 mort)
- Juozapas Arnulfas Giedraitis † (13 de maig de 1802 - 17 de juliol de 1838 mort)
- Simonas Mykolas Giedraitis † (17 de juliol de 1838 - setembre de 1844 mort)
- Motiejus Valancius † (28 de setembre de 1849 - 29 de maig de 1875 mort)
- Aleksandras Beresnevičius † (30 de maig de 1875 - 15 de març de 1883 nomenat bisbe de Włocławek)
- Mečislovas Leonardas Paliulionis † (15 de març de 1883 - 2 de maig de 1908 mort)
- Gasparas Felicijonas Cirtautas † (7 d'abril de 1910 - 20 de setembre de 1913 mort)
- Pranciškus Karevičius, M.I.C. † (27 de febrer de 1914 - 23 de març de 1926 renuncià)
- Juozapas Skvireckas † (5 d'abril de 1926 - 3 de desembre de 1959 mort)
  - Sede vacante (1959-1989)
- Vincentas Sladkevičius, M.I.C. † (10 de març de 1989 - 4 de maig de 1996 jubilat)
- Sigitas Tamkevičius, S.J. (4 de maig de 1996 - 11 de juny de 2015 jubilat)
- Lionginas Virbalas, S.J., des de l'11 de juny de 2015

## Estadístiques
A finals del 2006, la diòcesi tenia 529.800 batejats sobre una població de 635.800 persones, equivalent al 83,3% del total.
| any  | població | població | població | sacerdots | sacerdots       | sacerdots       | sacerdots             | diaques | religiosos | religiosos | parròquies |
| ---- | -------- | -------- | -------- | --------- | --------------- | --------------- | --------------------- | ------- | ---------- | ---------- | ---------- |
| any  | batejats | total    | %        | total     | clergat secular | clergat regular | batejats por sacerdot | diaques | homes      | dones      |            |
| 1950 | 560.000  | 640.000  | 87,5     |           |                 |                 |                       |         |            |            | 128        |
| 1970 | ?        | ?        | ?        | 187       | 187             |                 | ?                     |         |            |            | 122        |
| 1980 | ?        | ?        | ?        | 154       | 154             |                 | ?                     |         |            |            | 122        |
| 1990 | 500.000  | ?        | ?        | 150       | 150             |                 | 3.333                 |         |            |            | 124        |
| 1999 | 532.000  | 763.400  | 69,7     | 122       | 99              | 23              | 4.360                 |         | 32         | 356        | 92         |
| 2000 | 531.800  | 763.200  | 69,7     | 119       | 96              | 23              | 4.468                 |         | 32         | 372        | 92         |
| 2001 | 512.570  | 760.000  | 67,4     | 123       | 101             | 22              | 4.167                 |         | 38         | 275        | 92         |
| 2002 | 506.000  | 750.000  | 67,5     | 133       | 107             | 26              | 3.804                 |         | 44         | 283        | 92         |
| 2003 | 500.000  | 620.000  | 80,6     | 141       | 112             | 29              | 3.546                 |         | 44         | 286        | 92         |
| 2004 | 503.000  | 618.000  | 81,4     | 138       | 109             | 29              | 3.644                 | 1       | 42         | 259        | 90         |
| 2006 | 529.800  | 635.800  | 83,3     | 135       | 113             | 22              | 3.924                 | 1       | 35         | 241        | 90         |